# معركة أبي قير الأولى (1799)
معركة أبو قير وقعت بين جيش نابليون بونابرت والجيش العثماني بقيادة سعيد مصطفى پاشا العثماني في 25 يوليو 1799 أثناء الحملة الفرنسية في مصر بعد عودة القوات الفرنسية من حملة لسوريا بمدة قصيرة، نُقلت القوات العثمانية إلى مصر بواسطة أسطول القائد سيدني سميث البريطاني لوضع حد لحكم الفرنسيين في مصر. وانتهت المعركة بهزيمة العثمانيين.

## خلفية
أعلنت السلطنة العثمانية بمساعدة بريطانيا الحرب على فرنسا، وكانت خطة طرد الفرنسيين من مصر هي إرسال جيشين لمهاجمة مصر: الأول يحمله الأسطول البريطاني، والآخر يتمركز في شمال سوريا، وكما جرت العادة، اختار بونابرت أخذ زمام المبادرة في فبراير (شباط) واستولى على غزة والعريش ويافا ولكنه فشل في هجومه علي مدينة عكا بعد شهرين من الحصار، وقد دافع عن هذه المدينة الوالي أحمد باشا الجزار وزميل نابليون في الكلية العسكرية سابقاً في باريس أنطوان فيليب، وهو مدفعي ممتاز، وبالإضافة إلى ذلك، جرى إمداد المدينة باستمرار بالرجال والغذاء والماء وغيرها من الضروريات من قبل البحرية البريطانية، هلك معظم الجيش الفرنسي بالطاعون، وانتهت أحلام نابليون في غزو الشرق، فقد كان يحلم بالاستيلاء على القسطنطينية ثم غزو الهند للمساعدة في التمرد المحلي ضد البريطانيين، كما كان يحلم أيضاً ذات مرة باستيلائه على القسطنطينية، حيث يستطيع منها أن يعود مع جيشه إلى فرنسا من خلال فيينا.
في 14 يوليو عام 1799م، جاء الأسطول البريطاني المكون من 60 سفينة وأنزل 18 ألفا من الرجال تحت قيادة مصطفى باشا، وهو من قدامى المحاربين في الحرب الروسية العثمانية الماضية، اقتحموا تحصينات الميناء ووضعوا 300 جندي فرنسي تحت قيادة رئيس الكتيبة جودارت عاجزين عن القتال، تغيرت شبه الجزيرة والأعلام العثمانية رفرفت على معاقل المدينة، وفي نشوة افتخاره بهذا النجاح كان مصطفى باشا في عجلة من أمره للزحف على القاهرة ومراد بك الذي تمكن من الهرب والانضمام إليه بعد أن كان تابعا للفرنسيين.

## القوات
جمع نابليون معه العديد من القوات بقدر المستطاع، دون انتظار كليبر، اقترب من أبو قير مع فرقة القائد لانيس وفرسان دوزيه ومورات ليصبح تعداد جيش نابليون 10 آلاف جندي و1000 من الفرسان أما تعداد الجيش العثماني فبلغ 18 ألف جندي، 8 آلاف منهم في حالة القتال.

## المعركة
نزل الجيش العثماني في خليج أبو قير وفي 25 يوليو 1799م دارت المعركة بين الجيش العثماني والجيش الفرنسي. استطاع العثمانيون أن يحققوا بعض النصر في بادئ المعركة ولكن استطاع نابليون بقوة المدفعية التي نصبها على مرتفعات المنطقة أن يحدث ارتباكاً شديداً في صفوف العثمانيين، وأمر الفرسان بشن هجمة على صفوفهم فحقق انتصاراً حاسماً على الجيش العثماني وجرح قائدهم وصد هجومهم البحري على مصر بعد أن نجح في صد هجومهم البري أثناء حملته على الشام في مارس 1799م.

## الخسائر
كانت خسائر الفرنسيين 220 قتيلا و600 مصاب فقط، بينما كانت خسائر العثمانيين هائلة: 2000 قتيل في ساحة المعركة، وغرق 4 آلاف من الرجال، 1000 قتيل و1500 السجناء أسروا من قلعة أبوقير.